# Bironides
Genre
Bironides est un genre d'insectes de la famille des Libellulidae appartenant au sous-ordre des anisoptères dans l'ordre des odonates. Il comprend quatre espèces.

## Espèces du genreBironides
Espèces du genre Bironides :
- Bironides glochidion Lieftinck, 1963
- Bironides liesthes Lieftinck, 1937
- Bironides superstes Förster, 1903
- Bironides teuchestes Lieftinck, 1933